# Frondipora palmata
Frondipora palmata är en mossdjursart som beskrevs av Busk 1875. Frondipora palmata ingår i släktet Frondipora och familjen Frondiporidae. Inga underarter finns listade i Catalogue of Life.